# Avelar Brandão Vilela
Avelar Brandão Vilela (ur. 13 czerwca 1912 w Viçosa w Brazylii, zm. 19 grudnia 1986 w São Salvador de Bahia) – arcybiskup São Salvador da Bahia i prymas Brazylii, kardynał.

## Życiorys
Święcenia kapłańskie przyjął 27 października 1935 roku. 13 czerwca 1946 r. papież Pius XII powołał go na biskupa Petroliny w Pernambuco. 5 listopada 1955 r. powołany na arcybiskupa Teresiny, a 25 marca 1971 r. – São Salvador da Bahia.
5 marca 1973 r. wyniesiony do godności kardynalskiej. Zostaje kardynałem prezbiterem kościoła tytularnego Ss. Bonifacio e Alessio. 25 października 1980 papież Jan Paweł II podniósł siedzibę biskupią w São Salvador da Bahia do rangi prymasostwa Brazylii, a Avelar Brandão Vilela został pierwszym prymasem tego kraju.